# Globalisierung
Der Begriff Globalisierung bezeichnet den Vorgang, bei welchem weltweite Verflechtungen in unter anderem den Bereichen Wirtschaft, Politik, Kultur, Umwelt und Kommunikation zwischen Individuen, Gesellschaften, Institutionen und Staaten zunehmen.
Der Begriff entstand wohl in den 1960er Jahren. Ab etwa 1986 erschienen zahlreiche deutschsprachige Bücher, die Globalisierung im Buchtitel verwendeten.
Als wesentliche Ursachen der Globalisierung gelten:
- technische Fortschritte, Produkt- und Prozessinnovationen, insbesondere in Kommunikations- und Transporttechnologien, so u. a. das Internet, die Digitale Revolution,[4] die Zunahme des Weltluftverkehrs und die Containerisierung des Stückguttransports, die es ermöglicht, Transport, Umschlag und Zwischenlagerung effizienter zu machen;
- Ordnungspolitische Grundorientierungen, Entscheidungen und Maßnahmen zur Liberalisierung des Welthandels;
- das Bevölkerungswachstum in vielen Ländern.

Als Vorläufer der Globalisierung gilt der Kolonialismus vieler europäischer Staaten. Er begann mit der Entdeckung neuer Seewege und Länder. Hauptakteure waren jahrhundertelang Portugal und Spanien. England wurde bald nach Napoleons Ende die führende Seemacht der Welt (British Empire). Von etwa 1880 bis 1914 versuchten viele europäische Länder, Kolonien unter ihren Einfluss zu bringen bzw. zu halten (Hochphase des Imperialismus). Später folgten die USA und Japan (siehe auch: japanischer Imperialismus).
Nach dem Zweiten Weltkrieg begann die Dekolonisation. Im „Afrikanischen Jahr“ 1960 erlangten 18 afrikanische Staaten die Unabhängigkeit. Die Ex-Kolonien können seitdem Handelsbeziehungen zu anderen Ländern haben. Der Fall des Eisernen Vorhangs und das Ende des Kalten Krieges haben die geopolitische Lage deutlich verändert und dies hat die Globalisierung beeinflusst.

## Begriff und Bedeutungen
Der Begriff der Globalisierung wurde zunächst in den Sozialwissenschaften geprägt. Manchen Quellen zufolge wurde er 1944 zum ersten Mal verwendet. 1961 taucht Globalization erstmals in einem englischsprachigen Lexikon auf. 
Den Begriff „Globalisierung“ machte der US-amerikanische Trendforscher John Naisbitt (1929–2021) populär. In seinem Buch Megatrends (1982) beschrieb er am Beispiel der Autoindustrie die Funktionsweise der Globalisierung. Naisbitt gilt als Erfinder des Begriffs. Den Begriff „Globalisierung“ prägte in der Wissenschaft 1983 Theodore Levitt (1925–2006), ein deutscher Emigrant und ehemaliger Professor an der Harvard Business School 1983 mit dem Artikel The Globalization of Markets in der Harvard Business Review. Eine schnelle Entwicklung des Wortes in den Buchtiteln von deutschsprachigen Monographien wurde für die Zeit von 1986 bis 2000 beobachtet.
Eine andere, weniger gebräuchliche Bezeichnung ist Mondialisierung (nach dem im Französischen bevorzugten Begriff Mondialisation: „Le monde“ heißt „die Welt“). Einige bezeichnen den beschriebenen Prozess nicht als Globalisierung, sondern als Entnationalisierung oder Denationalisierung, um den Macht- und Bedeutungsverlust des Nationalstaates im Zuge der Globalisierung zu beschreiben.
Phänomene der Globalisierung wurden schon lange diskutiert, bevor es den Begriff gab. So benutzte Karl Jaspers in seiner Kulturkritik Die geistige Situation der Zeit (1932) den Begriff planetarisch: „Als technische und wirtschaftliche scheinen alle Probleme planetarisch zu werden“. Mit der Vereinheitlichung des Planeten habe ein „Prozess der Nivellierung“ begonnen, „den man mit Grauen erblickt“. Jaspers erkennt ein Merkmal, hinsichtlich dessen sich die Globalisierung seiner Zeit von anderen unterscheidet: Der Erdball sei nicht nur zu einer Verflechtung seiner Wirtschaftsbeziehungen geworden, sondern der Weltkrieg sei der erste Krieg gewesen, in dem die gesamte Menschheit engagiert war. Die Kulturen verteilten sich über die Welt, aber schon schlüge der erste „Rausch der Raumerweiterung“ in ein „Gefühl der Weltenge“ um. Die Aspekte der Komprimierung der Welt und eines intensivierten globalen Bewusstseins als wichtige Merkmale der Globalisierung betonte auch Roland Robertson.

## Indikatoren der wirtschaftlichen Globalisierung
Es gibt verschiedene grundlegende statistische Daten, die als Indikatoren der wirtschaftlichen Globalisierung aufgefasst werden können
- Wachstum des Welthandels
- Wachstum der ausländischen Direktinvestitionen
- Zunahme globaler Unternehmenskooperationen
- Zunahme der Global Player (Transnationale Konzerne, TNK)
- Globalisierung der Finanzmärkte
- Ungleichverteilung globaler Ressourcen

## Indikatorproblem
Indikatoren sind Messgrößen oder Anzeiger für bestimmte Sachverhalte, die in der Regel mit idealtypischen Begrifflichkeiten gekennzeichnet werden können. Das Problem der Deutung und Messung von Indikatoren ist ein sehr weitläufiges. Beispielsweise kann man nicht genau definieren, wann eine Nation „demokratisch“ ist oder nicht. Auch wenn es Anzeichen (Indikatoren) für eine Demokratie gibt, ist es schwer, den Anfang dieser Demokratie festzulegen. Annäherungen sind aber möglich. Darum ist die Anwendung von Indikatoren sinnvoll, wenn das mit Vorsicht und Besonnenheit geschieht.
Bei der Deutung der Indikatoren der wirtschaftlichen Globalisierung ergibt sich eine doppelte Problematik: Zum einen kann man nicht genau differenzieren, welche der Indikatoren tatsächlich zur Erfassung der Globalisierung geeignet wären, zum anderen ist es nicht klar definierbar, welche quantitative Ausprägung bestimmte Indikatoren aufweisen müssten, um Rückschlüsse bezüglich des Fortgangs der Globalisierung zu erlauben. Eine genaue Differenzierung ist aber nicht die Aufgabe und eine klare Definition nicht die Voraussetzung für den Einsatz von Indikatoren, sondern das Verständnis für die Grenzen von Indikatoren hilft, sie als Grundlage für die Erhebung detaillierterer Daten zu verwenden. Dann ist das Indikatorproblem kein Hindernis für den Einsatz von Indikatoren.
Ursache für die Kritik an Indikatoren ist neben ihrer fehlerhaften und missbräuchlichen Anwendung und ihrer möglichen interpretativen Überdehnung gelegentlich der Unwille überhaupt, aus Indikatoren abgeleitete Aussagen anzuerkennen. Dem kann mit einer guten Dokumentation der Bedingungen, unter denen Indikatoren ermittelt wurden, begegnet werden. Die mehrwertige Logik kann bei der Lösung des Indikatorenproblems helfen (siehe auch Data Mining).

## Phasen der Globalisierung
Die Mehrheit der Historiker nennt das frühe 16. Jahrhundert als Ausgangspunkt der modernen Globalisierung. Ab diesem Zeitpunkt wurde die Welt von Europa aus politisch und wirtschaftlich erschlossen. Im Gegensatz dazu konzentrieren sich Politik-, Wirtschafts- und Sozialwissenschaftler auf die zweite Hälfte des 20. Jahrhunderts, da ab dieser Zeit grenzüberschreitende Kräfte nationale Kompetenzen aufweichen.
Die erste Phase dieser neuen Globalisierungswelle datiert Vijay Govindarajan, damals Chef-Innovationsberater bei General Electric, auf die 1950er und 1960er Jahre. Er verbindet sie mit der Expansion der US-Firmen auf internationale Märkte, auf denen durch den Wiederaufbau nach dem Zweiten Weltkrieg eine große Nachfrage nach Konsum- und Investitionsgütern aller Art entstand.
Die zweite Phase der 1970er und 1980er Jahre war nach Govindarajan bestimmt durch die Globalisierung der Ressourcenbasis vor allem der weltweit agierenden US-Unternehmen, die versuchten, sich die billigsten Ressourcen (Rohstoffe, Montagewerke) zu verschaffen. Ideologisch wurde das von einer neoliberalen Marktöffnung begleitet, durch die auch die politischen Risiken minimiert wurden. Durch neue Kommunikationstechniken wurde es zugleich möglich, Forschungs- und Entwicklungsaktivitäten weltweit zu koordinieren und zu kontrollieren; die wichtigsten Innovationen fanden jedoch weiterhin in den Industrieländern statt. Es entstand ein weltweiter Markt für Informations- und Kommunikationstechnik, markiert z. B. durch den Aufstieg von IBM und Microsoft.
Die dritte Phase von 1990 bis etwa 2008 (Glocalization) habe gezeigt, dass sich allein durch Kostensenkung keine weitere Marktexpansion außerhalb der klassischen Industrieländer erzielen ließ. Diese Erkenntnis führte dazu, dass immer mehr Produkte regional angepasst und produziert wurden. Das gilt besonders für Länder, deren Konsumgewohnheiten von denen der Amerikaner und Europäer abweichen (z. B. McDonald’s lamb burger in Indien). Ein Teil der Innovation verlagerte sich damit in Schwellenländer.
Govindarajan prognostiziert eine künftige Phase, in denen immer mehr Produkte in den Zielländern selbst entwickelt und produziert werden (sog. Reverse Innovation). Diese Innovationen könnten anschließend eventuell von den Industrieländern übernommen werden.

## Dimensionen der Globalisierung

### Globalisierung der Wirtschaft

Der Handelsöffnungsindex über fünf Jahrhunderte. Dieser Index ist definiert als die Summe der weltweiten Exporte und Importe, geteilt durch das weltweite BIP. Jede Reihe entspricht einer anderen Quelle.

#### Kapital- und Warenverkehr
Der weltweite statistisch erfasste Warenexport stieg zwischen 1960 und 2017 um mehr als das 19fache; die statistisch dokumentierte Produktion von Gütern nur um das 7fache. Die Zahl der direkten Auslandsinvestitionen stieg zwischen 1970 und dem Zeitraum 2010–2014 von 13 auf rund 1.400 Milliarden US-Dollar. Von 1970 bis 2014 stieg das Welthandelsvolumen von 0,3 auf 18,9 Billionen US-Dollar. Im Jahr 2014 wurden weltweit Waren im Wert von etwa 18.900 Mrd. US-Dollar und Dienstleistungen in der Höhe von mehr als 4.700 Mrd. US-Dollar exportiert.
- Einige moderne Industriezweige benötigen heute für ihre spezialisierten und qualitativ hochwertigen Waren Märkte, die die Nachfrage ihrer heimischen Volkswirtschaft übertreffen (hohe Economies of scale und/oder hohe Fixkosten). Diese Märkte finden sie zu einem Großteil in anderen Industrieländern, teils – insbesondere in den Konsumgüterindustrien – auch in Entwicklungsländern. Handelspolitisch treten Industriestaaten daher in der Regel für die Öffnung von Märkten gerade für hochwertige Industrieerzeugnisse ein. Die staatliche Handlungsfähigkeit in diesen Ländern wird beispielsweise dadurch eingeschränkt, dass Standorte für Firmensitze und Produktionsstätten nach der international verglichenen Steuer- und Abgabenbelastung gewählt werden. Jeder Staat ist auf Steuereinnahmen angewiesen, die von Beschäftigten bezahlt werden – sei es aus Unternehmenssteuern, aus direkten oder aus indirekten Steuern. Dies kann zu politischen Impulsen für unliebsame Veränderungen (z. B. Rückbau des Sozialstaates) beitragen.
- Einfluss der Schwellenländer: Schwellenländer haben durch relativ niedrige Löhne bei relativ niedrigen Lebenskosten die Möglichkeit, Anschluss an die Weltwirtschaft, Wirtschaftswachstum und verhältnismäßigen Wohlstand zu erreichen. Marktöffnung und Ausrichtung für Weltmärkte kann zu drastischem Strukturwandel führen; dessen Schattenseite kann der Niedergang nicht-wettbewerbsfähiger Branchen sein.
- Einfluss der Entwicklungsländer: Entwicklungsländer, die von politischer Instabilität, mangelhafter Rechtssicherheit und unzureichender Infrastruktur geprägt sind, können in der Regel selbst bei niedrigsten Löhnen kaum produktive Auslandsinvestitionen anziehen. Auf diese Weise sind Entwicklungsländer häufig vom Globalisierungsprozess ausgeschlossen, was ihre Rückständigkeit noch verstärkt. Viele dieser Länder haben zum Schutz ihrer fragilen Wirtschaftsstrukturen und zur Einnahmeerzielung relativ hohe Zölle. Andererseits werden vor allem den wettbewerbsfähigen landwirtschaftlichen Produkten aus Entwicklungsländern in den Industrieländern durch hohe dortige Importzölle oder Importkontingentierung nur limitierte Marktzutrittschancen gewährt. Zudem sind viele Entwicklungsländer vom Export nur eines Rohstoffes abhängig, so dass sich Schwankungen der Weltmarktpreise katastrophal auf deren Wirtschaft auswirken können. Das Konzept der „Neuen Weltwirtschaftsordnung“ (NWWO), das im Jahre 1974 von der UNO verabschiedet wurde, sollte helfen, das Gleichgewicht zwischen den Industriestaaten und den Entwicklungsländern herzustellen. Dies sollte mit Hilfe des von der 4. Welthandelskonferenz (UNCTAD) 1976 beschlossenen Integrierten Rohstoffprogramms (IRP) gelingen, welches für 18 Rohstoffe (Tee, Jute, Kupfer usw.) feste Rohstoffpreise vorschreibt und den Marktzugang für Entwicklungsländer erleichterte. Dieses Programm ist insofern gescheitert, als trotz Interventionen die Preise bei Angebots- und Nachfragefluktuationen nicht stabilisiert werden konnten.
- Rolle von produzierenden Unternehmen: Viele Unternehmen produzieren mittlerweile weltweit (Global Players) und haben so die Möglichkeit, die unterschiedlichen Arbeitskosten-, Investitions-, Steuer- und sonstige Bedingungen in den unterschiedlichen Ländern zu ihren Gunsten innerhalb des Unternehmens zu nutzen. National operierende kleinere Unternehmen, die diese Möglichkeiten zunächst nicht haben, sind durch die Konkurrenz international operierender Unternehmen vielfach in ihrer Existenz bedroht. Viele sehen sich gezwungen, ihrerseits Arbeitsplätze in Niedriglohnländer zu verlegen, was wiederum negative Rückwirkungen auf Arbeitsmärkte und heimische Nachfrage in Hochlohnländern haben kann, wenn dort keine entsprechend entlohnten neuen Arbeitsplätze entstehen. Nach Schätzungen sind multinationale Unternehmen an ca. 2/3 des Welthandels beteiligt und ca. 1/3 des Welthandels findet direkt zwischen Mutter- und Tochterunternehmen von Konzernen, also „intra-firm“ statt.[19]
- Einfluss von Banken und Finanzwesen: Finanzintermediäre gelten als die Hauptbeschleuniger der Globalisierung, denn mittels moderner EDV lassen sich Milliardenbeträge innerhalb von Sekunden über den Globus verschieben. Die Finanzunternehmen stehen dabei als Folge der Globalisierung selbst in einem intensiven globalen Wettbewerb um möglichst rentable Anlagemöglichkeiten. Dies führt dazu, dass sie ihrerseits Geldanlagen mit dem Ziel hoher Profite tätigen und so soziale Aspekte in den Hintergrund treten und andererseits selbst zu Kosteneffizienz gezwungen sind (vgl. Private-Equity-Gesellschaften/„Heuschreckendebatte“). Durch die schnellen Bewegungen auf dem Devisenmarkt entstehen Risiken der Instabilität für die einzelnen Währungen (vgl. Debatte um Tobin-Steuer).
- Regionalisierung: Globalisierung verstärkt den Druck auf einzelne Länder, sich zu regionalen Wirtschaftsräumen zusammenzuschließen. So entstandene Freihandelszonen sind u. a.: die Europäische Union (EU), das NAFTA in Nordamerika, die APEC im pazifischen Raum, die ASEAN in Südostasien, der Mercosur in Südamerika, die CARICOM im karibischen Raum sowie der GCC einiger Golfstaaten. Die Afrikanische Union ist als Zusammenschluss der afrikanischen Staaten ebenfalls zu nennen, befindet sich jedoch erst im Aufbau.

Eine Studie des HWWI und der Berenberg Bank aus dem Jahr 2018 rechnet in der näheren Zukunft (bis ca. 2030) mit einem Rückgang des Trends zur Entwicklung globaler Wertschöpfungsketten und der weltweiten Transporte von Fertigprodukten. Gerade durch die Digitalisierung werde es möglich, wieder autonom und dezentral zu produzieren, z. B. durch Einsatz von 3-D-Druckern. Auch könne marktnah in Schwellenländern Afrikas, Asiens und Lateinamerikas produziert werden, die ihren Bedarf an Fertigprodukten bisher durch Importe deckten.

#### Mobilität von Personen
Eine Zunahme der Migrationsbewegungen und der multilokalen Lebensweisen seit dem Zweiten Weltkrieg erscheint vielen als Triebfeder zunehmender Globalisierung. Aufgrund nationalstaatlicher Immigrationsanreize (z. B. Green Card) für qualifizierte Arbeitskräfte sowie der wachsenden Bedeutung multinationaler Konzerne vermuten Globalisierungstheoretiker eine verstärkte Mobilität des Personals – insbesondere der Hochqualifizierten. In der Politik und in den Massenmedien, aber auch in Wissenschaft und Wirtschaft wird seit langem über Chancen und Gefahren eines vermeintlichen Fachkräftemangels und eines damit einhergehenden Wettbewerbs um die „besten Köpfe“ diskutiert (engl. ‚war for talents‘). Während solche Migrationsmuster teils zwischen Entwicklungsländern und Industrienationen beobachtet wurden, belegen jüngere empirische Studien, dass Vorstellungen eines eindeutigen und gravierenden Braindrains für OECD-Staaten übertrieben sind. Häufiger folgen Migrationsbewegungen von Hochqualifizierten dem Muster der Brain-Circulation. Damit ist gemeint, dass kurzfristige Auslandsaufenthalte zwar durchaus zunehmen, dies jedoch als Entsendedynamik begriffen werden kann, die mit der Rückkehr in die Heimat einhergeht. Eine Erklärung für dieses Muster beinhaltet kulturspezifische, lokale Rekrutierungsbedingungen für Führungskräfte, die mit nationalen Karrieresystemen sowie mit der Dominanz von Hauskarrieren in bestimmten (Groß-)Unternehmen verbunden sind.

#### Transport und Personenverkehr
Im Jahr 2014 wurden weltweit 1,32 Milliarden Passagiere auf Auslandsflügen befördert. Im Durchschnitt flogen die Passagiere dabei 2.900 Kilometer – zusammen 3,84 Billionen Passagier-Kilometer. Die grenzüberschreitend beförderte Luftfrachtmenge lag im Jahr 2014 bei 32,8 Millionen Tonnen (1986: 5,1 Mio.). Da die Fracht im Jahr 2014 im Durchschnitt 5.100 Kilometer transportiert wurde, belief sich das Luftfrachtaufkommen auf 167,3 Milliarden Tonnen-Kilometer auf internationaler Ebene.
Auch der Umfang der zu See transportierten Güter ist in den letzten Jahrzehnten stark gestiegen. 2014 wurden 9,8 Milliarden Tonnen rund 5.300 Seemeilen transportiert. Das Seefrachtaufkommen hat sich allein zwischen 1970 und 2014 von 10.700 auf 52.600 Milliarden Tonnen-Meilen erhöht. Mit der Ausweitung des Zug-, Automobil- und Luftverkehrs weiten sich der grenzüberschreitende Personenverkehr und der Tourismus aus.

#### Kommunikation und Internet
Die Zahl der Telefonanschlüsse am weltweiten Telefonnetz hat sich seit 1960 verzehnfacht. Neben dem Telefon entwickeln sich mit dem Mobiltelefon, der IP-Telefonie, der Videokonferenz über IP, dem Fax und dem Internet neue Kommunikationstechnologien. Internetbasierende Telefonie ermöglicht eine global vernetzte Zusammenarbeit durch eine kostengünstige permanente Kommunikationsverbindung in hoher Qualität. Vor allem über das Internet haben sich die grenzüberschreitenden Kommunikationsprozesse vervielfacht und die Zahl der Internetanschlüsse steigt weiter exponentiell, allerdings über den Globus sehr ungleich verteilt und in totalitär regierten Ländern streng überwacht. Während zu Beginn der 90er Jahre gerade einmal ein paar Tausend Rechner miteinander verbunden waren, sind es heute alleine in Deutschland schon weit über 30 Millionen. Während das Internet im Jahr 1990 im Bereich der privaten Nutzung noch keine bedeutende Rolle spielte, lag die Zahl der Internetnutzer im Jahr 2001 bereits bei 495 Millionen. 2010 nutzten rund 2 Milliarden Menschen das Internet und 2015 mehr als 3 Milliarden. 1988 waren lediglich acht Staaten mit dem Internet verbunden, im Jahr 1993 waren es 55 und 1995 zum ersten Mal mehr als die Hälfte aller Staaten (115). Erst seit Beginn dieses Jahrtausends sind alle Staaten mit dem Internet verbunden.

### Globalisierung der Politik
Die Globalisierung der Politik ergibt sich aus den Folgen der wirtschaftlichen und kulturellen Globalisierung. Es entstehen neue Probleme, die aufgrund der begrenzten nationalen Möglichkeiten nicht ohne eine globale Kooperation gelöst werden können. Dazu zählen folgende Problemfelder:
- Wirtschaft: Durch die expandierende Weltwirtschaft geraten die Nationalstaaten verstärkt in wirtschaftliche Konkurrenz zueinander, denn es entsteht ein Standortwettbewerb. Diese Situation kann zu Spannungen zwischen Staaten führen, daher wird zunehmend eine höhere, multilaterale Instanz gefordert, die die wirtschaftliche Zusammenarbeit zwischen verschiedenen Wirtschaftssubjekten regelt.
- Natur: Eine Steigerung der globalen Produktion führt zu einer vermehrten Umweltbelastung. Ein Beispiel ist das Ozonproblem. Da ein Staat Umweltprobleme nicht alleine lösen kann, entsteht allmählich aus den Verhandlungen der Staaten eine globalpolitische Struktur, die die Staatengemeinschaft zu einer Verbesserung der Umweltsituation verpflichtet.
- Globale Sicherheitspolitik: Die globalisierte Welt bringt globale sicherheitspolitische Probleme mit sich, denn Verbrecher stammen meist aus verschiedenen Teilen der Welt und können nicht ohne weiteres nationalstaatlich klassifiziert werden. Ohne eine polizeiliche Zusammenarbeit mit anderen Staaten ist es nahezu unmöglich geworden, Verbrecher effizient zu fassen und präventive Maßnahmen zu ergreifen.

Es werden zwei mögliche Lösungsansätze diskutiert: Zum einen kann man versuchen, die Globalisierung zurückzudrehen, um diesen Problemen aus dem Weg zu gehen. Zum anderen kann man versuchen, globalpolitische Strukturen und Regelwerke zu installieren, um künftige Probleme und Problemfelder lösen zu können. Solange die globale Verflechtung zunimmt, wird auch der Druck wachsen, globalpolitische Regelungen zu finden. Eine häufige Forderung ist dabei, vom Unilateralismus abzukommen und multilaterale Prinzipien zu etablieren. So versucht z. B. das Global-Governance-Konzept auf die Weltprobleme und Globalisierungstendenzen auf multilateraler Ebene eine Antwort zu finden (Synonyme für Global Governance: Weltinnenpolitik, Weltordnungspolitik, Globale Ordnungs- und Strukturpolitik).

#### Ebenen der Globalisierung der Politik
Die Globalisierung der Politik vollzieht sich auf drei Ebenen:
- Zunahme von internationalen Vereinbarungen bzw. Verträgen (auch: Regimes = Vereinbarungs-Bündel) (je nach Zählweise mit Stand 2004 26.000 internationale Verträge);[32]
- Zunahme von internationalen Organisationen (staatliche und nichtstaatliche) (je nach Zählweise mit Stand 2004: 5.200 oder 252 Regierungsorganisationen, 15.000 oder 6.076 Nichtregierungsorganisationen);
- Zunahme einer internationalen Öffentlichkeit (z. B. das Weltsozialforum seit 2001) und einer auf globale Ereignisse gerichteten medialen Berichterstattung.

##### Internationaler Rechtsverkehr
Ein Aspekt der politischen Globalisierung ist der internationale Rechtsverkehr. Neben einer Vielzahl von völkerrechtlichen Verträgen ist die im Jahre 1961 beschlossene Haager Konvention Nummer 12 zur Befreiung ausländischer öffentlicher Urkunden von der Beglaubigung oder Legalisation die wichtigste Rechtsnorm. Die darin vorgesehene Entbürokratisierung und Vereinfachung des Rechtsverkehrs zwischen den Staaten hat eine Globalisierung, wie sie sich heute darstellt, erst ermöglicht. Sie ermöglicht wegen des hohen Mitgliederstandes einen beinahe weltumspannenden Rechtsverkehr, ohne dass die diplomatischen Dienste in Anspruch genommen werden müssen (siehe auch Apostille und Legalisation).

##### Internationale Organisationen
Die Zunahme der Verflechtungen zwischen den Gesellschaften stellt neue Ansprüche an die Zusammenarbeit zwischen Staaten. Verschiedene internationale Organisationen sind Ausdruck der Globalisierung und prägen ihre Gestalt. Es gibt darunter Organisationen mit einer großen Bandbreite von Aufgaben ebenso wie sehr spezialisierte Organisationen. Ihre Ziele können sich widersprechen, auch sind sie sehr unterschiedlich mit Macht zur Durchsetzung ihrer Standards ausgestattet.
UNO
Die wichtigsten Aufgaben der Vereinten Nationen sind die Sicherung des Weltfriedens, die Einhaltung des Völkerrechts, der Schutz der Menschenrechte und die Förderung der internationalen Zusammenarbeit.
IAEO
Die Internationale Atomenergie-Organisation ist eine autonome wissenschaftlich-technische Organisation innerhalb der Vereinten Nationen. Sie soll laut Satzung „den Beitrag der Kernenergie zu Frieden, Gesundheit und Wohlstand weltweit beschleunigen und vergrößern“ sowie „die militärische Nutzung dieser Technologie (z. B. Proliferation von Kernwaffen) durch Überwachungsmaßnahmen verhindern“.
IAO
Die Internationale Arbeitsorganisation ist eine Sonderorganisation der Vereinten Nationen mit Sitz in Genf. Die 178 Mitgliedsstaaten sind durch Repräsentanten von Regierungen sowie von Arbeitnehmern und Arbeitgebern vertreten. Schwerpunkte der Arbeit der IAO sind die Formulierung und Durchsetzung internationaler Arbeits- und Sozialnormen, die soziale und faire Gestaltung der Globalisierung sowie die Schaffung von menschenwürdiger Arbeit als einer zentralen Voraussetzung für die Armutsbekämpfung.
FAO
Die Food and Agriculture Organization ist eine Sonderorganisation der Vereinten Nationen mit Sitz in Rom. Im deutschen Sprachraum ist die FAO auch unter den Bezeichnungen Welternährungsorganisation oder Ernährungs- und Landwirtschaftsorganisation der Vereinten Nationen bekannt.
UNEP
Das Umweltprogramm der Vereinten Nationen wurde 1972 ins Leben gerufen und hat seinen Hauptsitz in Nairobi, Kenia. Trotz seines Namensbestandteils „Programm“ kann es als Sonderorganisation der Vereinten Nationen betrachtet werden, in gewisser Weise analog zum deutschen Umweltbundesamt. Nach seinem Selbstverständnis ist UNEP die „Stimme der Umwelt“ bei der UNO, es wirkt als Auslöser, Anwalt, Lehrer und Vermittler für den schonenden Umgang mit der Umwelt und eine nachhaltige Entwicklung. Es arbeitet dafür mit verschiedenen Partnern zusammen, darunter anderen UN-Organisationen und anderen internationalen Organisationen, Regierungen, nichtstaatlichen Organisationen, Unternehmen und der Zivilgesellschaft.
Weltbank
Die in Washington, D.C. (USA) angesiedelte Weltbankgruppe hatte ursprünglich den Zweck, den Wiederaufbau der vom Zweiten Weltkrieg verwüsteten Staaten zu finanzieren. Heute hat sie die Aufgabe, die wirtschaftliche Entwicklung von weniger entwickelten Mitgliedsländern durch finanzielle Hilfen, durch Beratung und technische Hilfe zu fördern.
IWF
Der Internationale Währungsfonds spielt eine entscheidende Rolle bei der Regulierung der Weltfinanzen und beim Management der internationalen Schuldenkrise. Ziele sind vor allem: die Förderung der internationalen Zusammenarbeit in der Währungspolitik, Stabilisierung von Wechselkursen, Überwachung der Geldpolitik.
WTO
Ziel der Welthandelsorganisation ist die Liberalisierung des internationalen Handels wie auch die Stabilisierung der Weltwirtschaft.
OECD
Die Organisation für wirtschaftliche Zusammenarbeit und Entwicklung ist eine Organisation der westlichen Industrieländer und hat das Ziel, deren internationale wirtschaftliche Zusammenarbeit und deren Entwicklungshilfe zu fördern. Sie ist hauptsächlich in den Bereichen Wirtschafts- und Beschäftigungspolitik, Energie (Internationale Energieagentur), Bildung und Forschung sowie in der internationalen Entwicklungszusammenarbeit tätig.

##### Internationale Nichtregierungsorganisationen
Neben den staatlichen spielen auch die internationalen Nichtregierungsorganisationen eine zunehmende Rolle. Ihre Zahl steigt kontinuierlich; sie sind häufig stark auf die Bearbeitung einzelner Themen spezialisiert. Beispiele sind im Umweltbereich Greenpeace oder der WWF, im Bereich Rechte der Arbeitnehmer z. B. der Internationale Gewerkschaftsbund allgemein auf die Globalisierung bezogen attac. Ihr Verhältnis zu den staatlichen Organisationen ist uneinheitlich und im Wandel begriffen; es kann je nach den beteiligten Akteuren die Form von Protesten, Lobbypolitik oder auch Zusammenarbeit annehmen.

### Globalisierung der Kultur

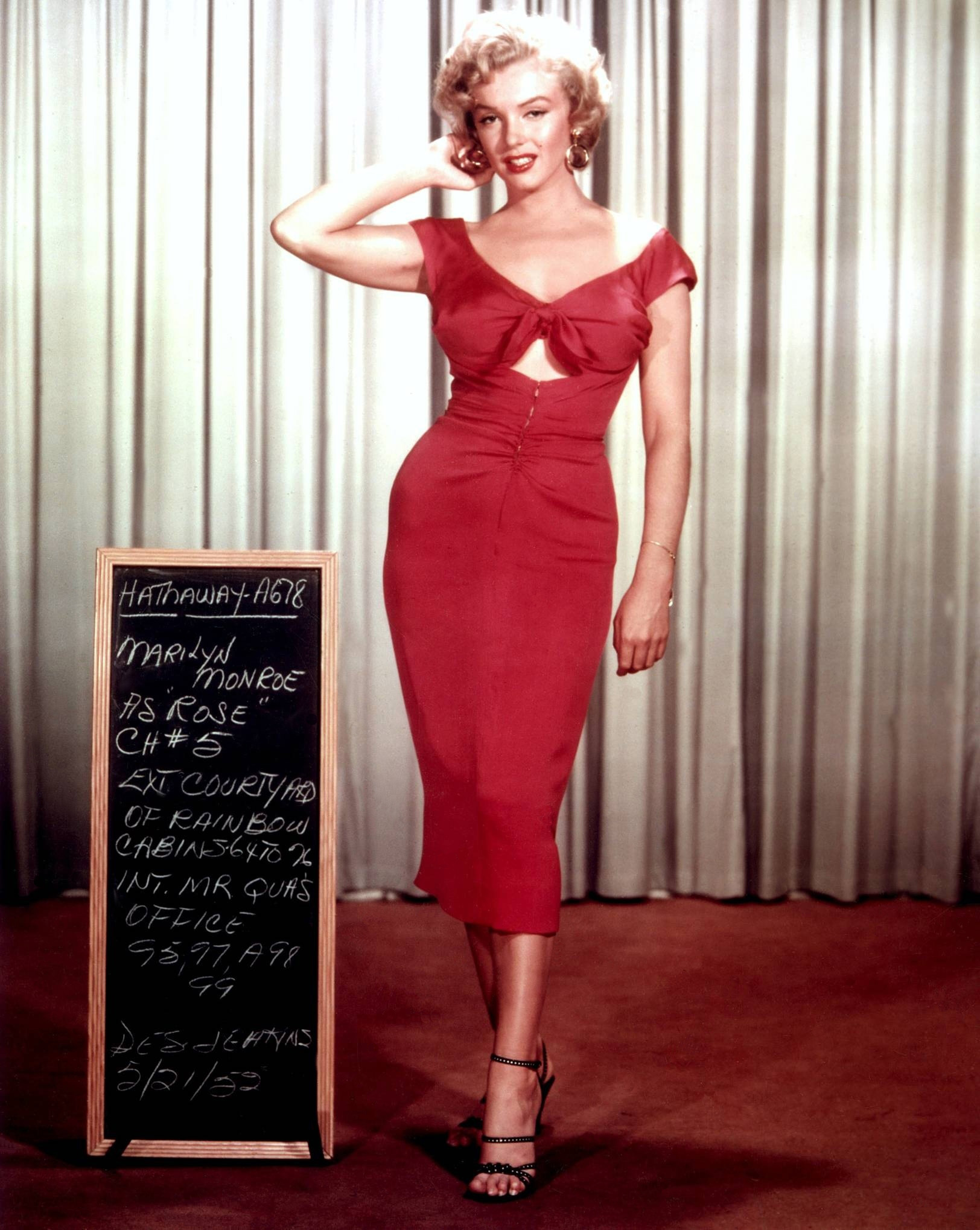
Die Globalisierung des westlich geprägten weiblichen Schönheitsideals und Kleidungsstils beschleunigte sich in den 1950er Jahren rasant, durch Berühmtheiten wie Marilyn Monroe.

Die mit der Globalisierung einhergehende Diffusion von kulturellen Praktiken, Formen des Ausdrucks und Ideen führt nach Byung-Chul Han zu einer von ihm sogenannten Hyperkulturalität. Im Zuge der Globalisierung lösen sich die kulturellen Ausdrucksformen (Bilder, Klänge, Vorstellungen, Symbole, Rituale etc.) von ihrem ursprünglichen Ort und zirkulieren im „globalen Hyperraum“. Die Kulturen werden entgrenzt zu einer Hyperkultur. Nicht Grenzen, sondern Vernetzungen und Vermischungen organisieren den Hyperraum dieser Kultur. Dabei charakterisiere das Nebeneinander und die Gleichzeitigkeit des Verschiedenen die Hyperkultur. Im Vergleich zu Kulturen der Innerlichkeit stellt die Hyperkultur, so Han, eine offene und somit ent-innerlichte Kultur dar.
Befürworter einer Globalisierung der Kultur sehen darin eine Entwicklung zur weltweiten Verfügbarkeit von Elementen aller Kulturen (beispielsweise Restaurants deutscher Tradition in Afrika, afrikanische Musik in Deutschland, das in Indien erfundene Chicken Tikka in England, die Inbesitznahme der englischen Sprache durch ehemalige Kolonien). Die Verdrängung der einheimischen Kulturen spiele sich häufig nur auf einer oberflächlichen Ebene ab. Einflüsse würden lokal modifiziert und in die eigenen kulturellen Wertvorstellungen eingebunden. Außerdem verbessere sich die Situation von vielen Menschen bzw. Menschengruppen durch den Kontakt mit der westlichen Kultur (zum Beispiel durch eine erhöhte Gleichberechtigung der Frau). Das Konzept der Hyperkulturalität verweist auf die kulturelle Dynamik der Globalisierung, die über die Inter-, Multi- oder Transkulturalität hinausgeht. Des Weiteren bilde sich eine „universale“ Kultur heraus, es entstünden aber auch hybride Formen aus verschiedenen Traditionen und der Moderne (Postmoderne) – und danach der Postpostmoderne.
Tyler Cowen glaubt, dass kulturelle Homogenisierung und Heterogenisierung keine Alternativen seien. Vielmehr tendierten sie dazu, gleichzeitig aufzutreten. Ein verstärkter kultureller Austausch könne die zwischengesellschaftliche Vielfalt vermindern und gleichzeitig die innergesellschaftliche Vielfalt und die individuellen Wahlmöglichkeiten erhöhen. Zwar ändere und beschädige der interkulturelle Austausch jede Gesellschaft, die er berührt, aber letztlich fördere er die Innovation sowie die Kreativität des Menschen.
Unter Globalisierung der Kultur verstehen vor allem die Kritiker (z. B. aus dem Islamismus) einer aus ihrer Sicht bestehenden „westlichen“ Dominanz die Ausbreitung „westlicher“ Wertvorstellungen und Lebensstile. Eine massive Verbreitung westlicher Werte findet vor allem über das Fernsehen, das Internet und das Kino statt. Aber auch Musik, Mode (wie zum Beispiel die Krawatte) und Wohnkultur würden weltweit vom Westen beeinflusst. Der Massentourismus in die exotischen Urlaubsländer allerdings führe – so die Kritiker – dort immer häufiger zum deutlichen Rückgang der kulturellen Traditionen, weil im Zuge einer wachsenden Abhängigkeit fast nur noch für die Touristen gelebt und gearbeitet werde.
Globalisierung führt aber nicht nur zu einer Verbreitung der „westlichen“ Kultur, sondern auch der globale Einfluss „östlicher“ Kulturen wird deutlicher. „Westliche“ Unternehmer und Politiker führen öfter die für sie im „östlichen“ Ausland besseren Umgebungsbedingungen an und stellen damit das, was für „westlich“ gehalten wird, teilweise in Frage. Das Verhalten eines Teils der asiatischen Arbeitnehmer beispielsweise wird im „Westen“ nicht selten als positives Beispiel für die Wirkung „asiatischer Werte“ gesehen, die als Dynamik verstanden wird, von denen man lernen könne.
So stößt nicht nur die Ausbreitung westlicher Wertvorstellungen und Lebensstile auf Kritik, sondern andererseits sehen sich auch konservativere Vertreter einer Kultur, die sie als „christlich-abendländische“ Kultur charakterisieren, von Globalisierungseffekten bedrängt. Die Auswirkungen dieser Ängste zeigen sich dann beispielsweise in der Diskussion um Quotenregelungen beim Rundfunk für deutsche und nichtdeutsche Musik oder in Deutschland in der Debatte um „Leitkultur“ oder über den „Kopftuchstreit“.
Im Zusammenhang mit dem Konfliktpotenzial der Globalisierung auf kultureller Ebene wird oft das Schlagwort „Kampf der Kulturen“ ins Spiel gebracht. Der US-amerikanische Politikwissenschaftler Samuel P. Huntington hat in seinem Buch „Clash of Civilizations“ eine Prognose aufgestellt, nach der sich die Menschen in Zukunft nur durch den „Kampf der Kulturen“ behaupten können. Kritiker bezweifeln diese Prognose und warnen davor, den „Kampf der Kulturen“ als unabwendbares Schicksal anzusehen, das im Zuge einer sich selbst erfüllenden Prophezeiung reale Ausmaße bekommen könne. Dieses Schlagwort solle kritisch hinterfragt werden, da es latente Konflikte unterstreiche und Möglichkeiten einer friedlichen Lösung utopisch erscheinen lasse, unabhängig von der Toleranz unterschiedlicher Kulturen untereinander sowie interkultureller Kompetenz der Verhandlungspartner.
Andere Ansichten stellen, teils unter dem Schlagwort „Glokalisierung“, dem Faktor Globalisierung die Lokalisierung gegenüber. Globalisierung bedeute nicht unbedingt und nicht nur das Verschmelzen von Kulturen, sondern auch eine Stärkung von lokalen und traditionellen Aspekten. Beispielsweise wurde in China in neuester Zeit trotz vielfältiger Adaptionen im technischen und wirtschaftlichen Bereich mit aufwendigen Mitteln das alte Kaisergrab des ersten Kaisers von China restauriert. Die aus dem Ausland einströmenden Ideen führten zu der Suche nach Werten, die der chinesischen Nation eigen und unverwechselbar sind. Auf kultureller Ebene bildeten gerade Unterschiedlichkeit und Vielfalt Teilergebnisse der Globalisierung. Diese kulturelle Diversifikation werde auch von Konzernen mit globalem Absatzmarkt unterstützt, da sie in der Konkurrenz mit anderen Anbietern gezwungen sind, den Geschmack lokaler Kunden zu treffen.

### Globalisierung der Sprache
Weltweit dominiert die Wirtschaftssprache Englisch, deren Gebrauch sich stetig weiter ausbreitet. Englisch erhält entsprechend einen immer höheren Rang als Zweitsprache in vielen Staaten und deren Schulsystemen (erste Fremdsprache). Damit einher geht aber auch ein häufiger Gebrauch englischer Begriffe für neu erfundene Gerätschaften, Sportarten, Moden. Parallel entwickeln sich in vielen Sprachen auch Mischwörter, die in ihrer Gesamtheit im Deutschen als Denglisch bezeichnet werden. International ist auch das Verschwinden von Exonymen zu beobachten. Diversifizierungstendenzen zeichnen sich auch hier ab, wenn beispielsweise US-amerikanische Oberschichtseltern ihre Kinder von eigens eingeflogenen chinesischen Kindermädchen erziehen lassen, damit sie die Sprache einer immer wichtigeren Weltmacht von klein auf lernen.

### Globalisierung der Umweltprobleme
Die Globalisierung hat die Wahrnehmung der global auftretenden Schäden verbessert. Das betrifft die verbesserte Kommunikation, die in manchen sozialen Milieus und bei manchen Funktionsträgern ein „planetares Bewusstsein“ begünstigt. Die Umweltstandards in Industrieländern sind höher als in Schwellenländern und Entwicklungsländern. Im Zuge der Globalisierung werden die höheren Umweltstandards der Industrieländer zunehmend auf die Schwellenländer und Entwicklungsländer übertragen. So müssen beispielsweise Länder, die der Europäischen Union beitreten oder Produkte in die USA exportieren wollen, die strengeren Umweltgesetze der EU oder der USA bzw. einzelner US-Bundesstaaten übernehmen. Das kann zu effizienterer Produktion, Ressourceneinsparungen und Kostenvorteilen für die Unternehmen führen, so dass auch in den Schwellenländern langfristig eine Anpassung der Produktionsweisen stattfindet. Dieser Prozess der unilateralen Setzung von Standards aufgrund der eigenen Marktmacht ist auch als der Brüssel-Effekt bzw. California-Effekt bekannt. In der Folge werden die globalen Umweltprobleme zunehmend von Regierungen und lokal, regional und international agierenden nichtstaatlichen Organisationen aufgrund eines erhöhten globalen Bewusstseins zum Thema gemacht.
Das internationale politische System reagiert darauf mit neuen Spezialorganisationen (zum Beispiel UNEP, die Umweltbehörde der UNO) und Umweltregelungen und -verträgen, die, allerdings nach Meinung von Kritikern viel zu langsam, auch die Vorgehensweise der traditionellen internationalen Institutionen beeinflussen.

## Geschichte der Globalisierung

### Die Frage nach dem Beginn der Globalisierung
Die Frage, ab welchem Zeitpunkt man von Globalisierung sprechen kann, ist umstritten. Folgende Positionen werden vertreten:
- Globalisierung sei ein ganz neues Phänomen, das in der Zeit nach dem Zweiten Weltkrieg entstanden sei.
- Globalisierung habe im 19. Jahrhundert eingesetzt, ökonomisch gesehen im Zuge der Integration der atlantischen Getreide- und Fleischmärkte, politisch gesehen als Folge der Kriegstätigkeit europäischer Mächte auf nahezu allen Kontinenten.[48]
- Globalisierung sei im 16. Jahrhundert mit dem einsetzenden globalen Markthandel und dem Beginn des „kapitalistischen Weltsystems“ entstanden.[48]
- Globalisierung habe im 15. Jahrhundert mit der europäischen Expansion über die ganze Welt begonnen.
- Globalisierung sei ein uralter Trend, dieser Integrationsprozess sei so alt wie die Menschheit.

Insbesondere Historiker kritisieren die Gegenwartszentriertheit der wissenschaftlichen und erst recht der öffentlichen Diskussion über Globalisierung. Diese trage zu einem falschen Bild des Phänomens bei und damit zu fragwürdigen Prognosen. Mit der Ergänzung durch die Perspektive der Historiker lasse sich ein viel genaueres Bild der Globalisierung und ihrer Ursachen zeichnen und damit auch plausiblere prognostische Schlüsse ziehen.

### Globalisierungswellen
Der Wirtschaftshistoriker Knut Borchardt will „das aktuelle Geschehen seiner prinzipiellen Einmaligkeit entkleide(n)“, also der Frage nachgehen, was wirklich neu an dem ist, was heute Globalisierung genannt wird. Er schlägt ein Modell vor, das mehrere Globalisierungswellen vorsieht, also historische Phasen der Zunahme der internationalen Verflechtung, die immer gefolgt waren von Phasen der Verflechtungsabnahme. Die letzte Globalisierungswelle sieht er in der Zeit von den 1840er Jahren bis zum Ersten Weltkrieg. In dieser Zeit seien die Handelsverflechtung, die kommunikationstechnische Verflechtung, der Kapitalverkehr und die Migration enorm angestiegen und haben relative Zahlen erreicht, die meist erst in den 1990er Jahren wieder erreicht wurden, im Bereich Migration bis heute nicht. Mit dem Ersten Weltkrieg hörte das Wachstum der Verflechtung auf, und mit der Weltwirtschaftskrise ab 1929 nahm die Verflechtung wieder ab. Als Ursachen der Verflechtungszunahme sieht Borchardt
- bedeutende technische Innovationen (Produktionstechnik, Verkehrstechnik, Kommunikationstechnik),
- die seit Jahrhunderten vor sich gehende Expansion Europas, sie „erschloss“ riesige Gebiete mit ihren Lagerstätten und fruchtbaren Böden für die europäischen Zentren und schuf große Räume mit sehr unterschiedlichen Produktionskosten,
- wichtige außenhandelspolitische Entscheidungen der Nationalstaaten: Seit den 1840er Jahren ist der Trend in Richtung Liberalisierung zu beobachten. Diesem folgte ab den Wirtschaftskrisen der 1870er Jahre ein Trend in Richtung gemäßigter Protektionismus; dieser war ein wichtiger Teil eines politischen Pakets sozialer Kompromisse, die eine Aufrechterhaltung der internationalen Verflechtung erlaubten; damit machten die Globalisierungsgewinner den Globalisierungsverlierern Zugeständnisse. Durch den gemäßigten Protektionismus wurde die Verflechtungszunahme nicht behindert. Borchardt stellt sogar die Hypothese auf, der gemäßigte Protektionismus habe die internationale Verflechtung durch die Abfederung sozialer Härten und die Milderung sozialer Konflikte gefördert, wofür es empirische Belege gibt.

### Antike und mittelalterliche Globalisierung
Schon lange vor der Globalisierungswelle des 19. Jahrhunderts sind verschiedene Phasen der Zu- und Abnahme der wirtschaftlichen und kulturellen Verflechtung zu beobachten, worauf die wirtschaftshistorische und die generell historische Forschung seit mindestens den 1930er Jahren hinweisen. Diskutiert werden die ganz Eurasien umfassenden Fernhandelsverbindungen in der Antike, die Verflechtung Europas im Mittelalter oder auch die Handelsverbindungen der Hochkulturen Ägyptens, Chinas, Mesopotamiens und der Induskultur.
Ein Fernhandel mit Seide (aus China) und Gewürzen (aus Indien) zwischen dem asiatischen Raum und Rom existierte zum Beispiel schon zu Beginn der westlichen Zeitrechnung (siehe Seidenstraße). Der Indienhandel war über die Spätantike bis ins späte Mittelalter sehr lukrativ und verlief sowohl über Land- als auch über Seerouten; er wird in diesem Zusammenhang aufgrund der damit verbundenen Vernetzung der unterschiedlichen Räume als eine frühe Form der Globalisierung betrachtet.
Wenngleich die Transportzeit heute vergleichsweise lang erscheint und der Handel über mehrere Transporteure verschiedener Länder verlief, so war dieser Handel doch fest etabliert und alles andere als eine Einzelerscheinung. Auch die Flotten des chinesischen Admirals Zheng He transportierte ab 1405 tausende von Tonnen chinesischer Handelsgüter über das ganze Küstengebiet von China bis nach Arabien und Afrika.
Diese Beispiele antiker und mittelalterlicher Globalisierung erfuhren später Rückschläge:
- Mit der Song-Dynastie verlor die Seidenstraße ungefähr seit der ersten Jahrtausendwende zunehmend an Bedeutung, lange bevor die Errichtung stabiler Seefahrtswege durch die Europäer in der Neuzeit wieder ein hohes Handelsvolumen zuließ.
- Nach dem Tod Zheng Hes um 1435 änderte der Kaiser Zhengtong die Flottenstrategie, ließ die staatliche Flotte teilweise zerfallen oder gliederte die Schiffe in die kaiserliche Kriegsflotte ein. China blieb zwar die bedeutendste Seehandelsmacht in Ostasien, doch der Handel wurde nicht mehr staatlich finanziert und erstreckte sich bloß noch bis Indien, also ohne Arabien und Afrika.

Auch zu Beginn der Neuzeit sind Ansätze zu globalen Handels- und Kreditbeziehungen zu erkennen, so im Wirken des Augsburger Kaufmanns Jakob Fugger, der ein über die Grenzen tätiges Handels- und Finanzimperium aufbaute.

### Die Hanse
Die Hanse, ein Verbund aus Städten freier Bürger mit stabilen Selbstverwaltungen, gelangte durch freien Warenverkehr über Landesgrenzen hinweg zu großem Reichtum, der bis heute in zahlreichen Bauwerken dieser Städte zum Ausdruck kommt.
Mit der Gründung Lübecks im Jahr 1159 entwickelte sich entlang der südlichen Ostseeküste vom russischen Handelsplatz Nowgorod über Reval, Lübeck, Hamburg, Brügge bis nach London ein florierender Handelsraum. Der große Bedarf an Naturprodukten im Westen, nach Pelzen, Wachs, Getreide, Fisch, Salz und Holz, und der Bedarf des Ostens an Westprodukten, wie Tuche, Wein, Metallwaren und Fertigprodukte, war die treibende Kraft für den Warenaustausch zwischen Ost und West. Durch die Erschließung des Seeweges auf der Ostsee entstand ein stetiger Warenstrom zwischen Ost und West, aus dem die Wirtschaftsmacht der Hanse hervorging.
In der Hochzeit der Hanse zu Beginn des 15. Jahrhunderts gehörten ihr mehr als 200 größere und kleinere Hansestädte an. Die Hanse verstand sich als eine reine Zweckgemeinschaft zur Sicherung und Förderung des Handels. Städte konnten dem Verbund beitreten und wieder austreten, bei Verletzung der Regeln drohte der Ausschluss aus der Hanse. Die Hanse hatte nach Philippe Dollinger keine der charakteristischen Züge eines Staates, aber die Macht eines solchen. Der Schritt zu einer staatlichen Organisation wurde von der Hanse niemals vollzogen.
Die Hanse überstand in ihrer 500 Jahre andauernden Geschichte diverse Kriege zwischen den Anliegerstaaten, überdauerte Phasen großer Hungersnöte von 1315 bis 1317, die großen Pestepidemien zwischen 1349 und 1370 und insbesondere den Dreißigjährigen Krieg.
Mit dem Erstarken der Nationalstaaten endete der freie Warenverkehr über die Landesgrenzen und damit auch eine wesentliche Grundlage für den Erfolg der Hanse. Mit dem letzten Hansetag im Jahr 1669 endete die Hanse.
Die Abklärung der Ursachen für den über Jahrhunderte andauernden Bestand der Hanse ist bis heute Gegenstand der Hanseforschung.

### 19. Jahrhundert
Seit Ende der 1860er Jahre kam es durch den Einsatz von schnellen Dampfschiffen mit Schiffsschraube, durch die Eröffnung des Suezkanals und der First Transcontinental Railroad in den USA, durch die Verlegung der ersten Transatlantikkabel und die Gründung des Weltpostvereins – der zweitältesten globalen Organisation überhaupt, die der Regelung des internationalen Brief-, Paket- und Geldversendungsverkehr diente – zu einer erheblichen Beschleunigung des Waren- und Informationsaustauschs, und zwar unter verstärkter Einbeziehung der sich ausweitenden kolonisierten oder halbkolonisierten Regionen in Afrika und Asien und vor dem Hintergrund eines sich weltweit durchsetzenden Freihandelsideologie.
Dieser Globalisierungsschub wurde jedoch durch die Folgen des Gründerkrachs und die Große Depression (1873–1896) gedämpft, als in den späten 1870er und 1880er Jahren zahlreiche Länder zu einer protektionistischen Schutzzollpolitik übergingen (in Deutschland seit 1878/79) und die Kolonialmächte in der Phase des Imperialismus ihre Einflussgebiete abschotteten, allerdings um sie umso intensiver auszubeuten.

### 20. Jahrhundert
Schon die Anfang des 20. Jahrhunderts im Deutschen Reich meistgelesene Zeitschrift Die Woche widmete den international verknüpften Finanzmärkten immer wieder große Aufmerksamkeit, vor allem in der Rubrik „Die Börsenwoche“:

„Der intime Zusammenhang der wirtschaftlichen Verhältnissen in den einzelnen Kulturstaaten tritt gegenwärtig bei den großen Schwierigkeiten, von denen die Vereinigten Staaten heimgesucht werden, wieder einmal so recht deutlich in die Erscheinung. Große Schwankungen auf einem oder dem anderen Teil des Weltmarkts prägen sich in mehr oder minder scharfen Kurven prompt auf den übrigens Märkten aus. Die amerikanische Ueberspekulation und Ueberfinanzierung hat auch in den letzten Tagen wieder ihren Wellenschlag nach den europäischen Gestaden getrieben. Allein, dies sei vorweg bemerkt, unsere heimischen Märkte haben bisher durch die amerikanischen Vorgänge keine tieferen Erschütterungen erfahren; denn ihre Verfassung ist verhältnismäßig gesund. […] Die großen amerikanischen Ansprüche, die an die europäischen Geldreservoire gerichtet werden, haben naturgemäß ein Anziehen der Diskontschraube im Gefolge gehabt, und der Bank von England ist inzwischen die Deutsche Reichsbank mit einer einprozentingen Erhöhung ihres Diskontsatzes gefolgt. […] Die geschäftliche Thätigkeit unseres Marktes ist jedoch vorerst durch die Unsicherheit der amerikanischen Verhältnisse ziemlich lahmgelegt.“

Doch blieben die Finanzmärkte, d. h. der Devisenmarkt, der Kreditmarkt und der Wertpapiermarkt bis in die 1970er Jahre überwiegend national organisierte Märkte. Nach dem Ende des Bretton-Woods-Systems 1973 mit seinen festen Wechselkursen traten freie, nach Angebot und Nachfrage auf den Devisenmärkten schwankende Kurse. Auch Kapitalverkehrskontrollen fielen weitgehend weg, wodurch die internationalen Kapitalströme stark anschwollen.

### 21. Jahrhundert
Der von Ulrich Beck 1997 postulierte Zustand der Globalität der Weltgesellschaft, in der nationale Grenzen keine Rolle mehr spielen, ist noch längst nicht erreicht. Seit der Finanzkrise ab 2007 sind verstärkt Abschottungstendenzen und ökonomische, politische und kulturelle Gegenbewegungen gegen die Globalisierung zu verzeichnen. So haben als Reaktion auf sich verändernde Vorlieben der Verbraucher das Onshoring zugenommen und der Trend zur weltweiten Konvergenz der Produkte (McDonaldisierung) eher abgenommen. Viele Firmen verlagern ihre Produktion nicht mehr in Niedriglohnländer, sondern näher zu den Märkten, auf denen die Produkte verkauft werden.
Dafür ziehen mehr Arbeitskräfte in die Staaten und Metropolen mit der höchsten Kapitalisierung. So hat die Zuwanderung in die USA in der Dekade 1991–2000 mit 9 Millionen den höchsten Stand im 20. Jahrhundert erreicht. In Europa stieg die Zahl der Zuwanderer von 2000 bis 2015 um 35 Prozent. Der „Bestand an Migranten“ der ersten Generation ungeachtet der Staatsbürgerschaft betrug laut Internationaler Migrationsorganisation 2015 in Europa 76 Millionen, in den USA knapp 47 Millionen.
So wird von rechtspopulistischen Globalisierungsgegnern in Europa oder Nordamerika heute weder in erster Linie der internationale Handel noch der Kapitalismus, sondern der Zustrom von Migranten abgelehnt. Die vielen kurzen Interaktionen durch den Massentourismus haben wenig zum Abbau von Fremdenfeindlichkeit und kultureller Distanz beigetragen. „Das Sinnbild des modernen Tourismus ist das Kreuzfahrtschiff, von wo aus die Passagiere ein paar Stunden an Land verbringen können, aber anschließend immer wieder in ihr Bett zurückkehren. Auf dem neuen Schiff Harmony of the Seas der Reederei Royal Caribbean zielt man darauf ab, sämtliche Klimazonen dieser Welt nachzubilden.“ Aber viele Menschen wehren sich gegen die Zumutungen globaler Produkte und Wertvorstellungen („eine Milliarde Barbie-Puppen“). Länder wie Japan oder Südkorea verweigern sich der Zuwanderung ganz und verhalten sich extrem protektiv hinsichtlich externer Einflüsse auf ihre traditionelle Kultur.
Seit den Terroranschlägen vom 11. September 2001 steht zudem das Problem des Staatszerfalls auf der politischen Agenda, das möglicherweise auch eine Folge der Globalisierung ist. Diese ermöglicht es informellen Netzwerken der Eliten und Warlords zwar, auch ohne staatliche Organisation dauerhafte Renten aus permanenter Kriegswirtschaft und Rohstoffmonopolen zu beziehen. Das kann zu einem Verharren oder einem Rückfall der nicht an der Macht Beteiligten in die Schatten- oder lokale Subsistenzwirtschaft führen, wenn sie nicht sogar emigrieren müssen. Wirksame internationale Abkommen können mit diesen Staaten kaum geschlossen werden.
Mit dem Problem der Failing States eng zusammen hängt das Problem der (tatsächlichen oder drohenden) Tribalisierung vieler Regionen Afrikas und Asiens, aber auch Europas (Unabhängigkeitsbestrebungen in Katalonien, Schottland, Norditalien oder Zerfall Belgiens).
Gleichzeitig zeigt das Scheitern von TTIP und anderer multilateraler Abkommen sowie die stärker werdenden Befürchtungen gegenüber der chinesischen Industriepolitik, dass sich die globalen Märkte tendenziell wieder stärker zersplittern könnten. Die Unternehmen werden in diesem Fall auch künftig mit konkurrierenden Technologie-, Datenschutz- und Governancestandards sowie uneinheitlichen Regulierungsmodellen zu tun haben. Prognostiziert wird auch, dass die globalen Lieferketten sich (wie z. B. im Fall des Brexit) durch den wachsenden Protektionismus verkürzen und näher an die Konsumenten heranrücken werden. Moderne Technologien ermöglichen es insbesondere im Konsumgüterbereich, die Lieferketten vom Design bis zur Auslieferung zu beschleunigen und zu verkürzen. Viele Experten und Unternehmen geben der Liefergeschwindigkeit den Vorrang gegenüber kostengünstigeren globalen Lieferketten. Lokalisierungsvorteile werden so möglicherweise gegenüber den Skaleneffekte an Bedeutung gewinnen.

## Diskussion
Die Auswirkungen der Globalisierung werden sehr kontrovers diskutiert. Ergänzend ist zu den bereits genannten Aspekten sind noch weitere Vor- und Nachteile zu nennen.

### Vorteile
Vor allem aus ökonomischer Perspektive wird die Globalisierung häufig begrüßt. Besonders wird erwartet, dass durch mehr Handel und eine verstärkte Arbeitsteilung die Armut bekämpft werden kann. Die Politik der Importsubstitution, mit der in den 1960ern und 1970ern vor allem Länder Lateinamerikas und Afrikas, aber auch beispielsweise Indien versuchte, durch hohe Zölle auf Importe der eigenen Industrie den heimischen Markt zu sichern und so Wirtschaftswachstum auszulösen, wird als gescheitert betrachtet. Erst durch eine verstärkte Exportorientierung der Handelspolitik seien Länder wie China, Indien und die asiatischen Tigerstaaten in die Lage gekommen, ihre Wirtschaftsleistung zu vergrößern und Armut zu bekämpfen.
Eine Verstärkung der Ungleichheit, die in Industrieländern in der Vergangenheit in Form von sinkenden Löhnen für weite Bevölkerungsschichten zu beobachten war, betrachten viele Experten als weniger durch die Globalisierung, sondern vielmehr durch den technischen Wandel induziert.
Die häufig vorgebrachte Kritik, die Globalisierung untergrabe die politische Gestaltungsfähigkeit, wird zurückgewiesen. Unternehmen suchten sich ihre Standorte selten nach politischen Vorgaben aus, die Gestaltungsfähigkeit der Politik sei deutlich größer, als dies, häufig auch von den Politikern selber in einer Art vorauseilendem Gehorsam, wahrgenommen werde. Teilweise seien politische Veränderungen auch eindeutig positiv: die Zahl bewaffneter Konflikte ist zwischen 1992 und 2005 um etwa 40 % zurückgegangen.
Einer empirischen Untersuchung zufolge hat die wirtschaftliche Globalisierung einen robusten positiven Effekt auf die Lebenserwartung (auch in armen Ländern), die politische und soziale nicht.

### Nachteile
Eine grundlegende Ursache für Konflikte, die sich aus Globalisierungsprozessen prinzipiell ergeben, ist die Unterschiedlichkeit der Geschwindigkeit und der Intensität dieser Prozesse in den unterschiedlichen Kategorien, die für die Lebensbedingungen der Menschen relevant sind.

#### Die Argumentation der Globalisierungskritiker
Die Globalisierungskritik ist nur in seltenen Fällen gegen das Phänomen der Globalisierung an sich gerichtet (Globalisierungsgegner). Weit überwiegend richten sich Globalisierungskritiker (u. a. vom Weltsozialforum, von Peoples Global Action, attac, WEED und BUKO oder dem Internationalen Gewerkschaftsbund) gegen die als „neoliberal“ bezeichnete Ausprägung der Globalisierung sowie in einigen Fällen den Kapitalismus oder die Marktwirtschaft an sich.
Gemeint sind vor allem die Öffnung der Märkte und die Schaffung von Freihandelszonen. Nicht alle Waren und Dienstleistungen, einschließlich der Bildungseinrichtungen, des öffentlichen Verkehrswesens und der Güter der Grundversorgung sollen den Forderungen zufolge überall verkauft und gekauft werden dürfen. Kritisiert wird, dass sich die Globalisierung auf Märkte und Geschäftsbeziehungen konzentriere, die Globalisierung von Menschenrechten, Arbeitnehmerrechten, ökologischen Standards oder Demokratie aber unberücksichtigt bliebe. Der Bürger habe, im Gegensatz zu Lobbygruppen der Wirtschaft, schwindenden Einfluss. Vielfach wird die Einführung weltweiter sozialer und ökologischer Mindeststandards gefordert. Die Kritiker bemängeln weiterhin eine mangelnde Transparenz und demokratische Legitimation von internationalen Gremien wie der WTO, des IWF oder der Weltbank.
Die moderne Globalisierung hat nach Meinung von Kritikern die in sie gesetzten Hoffnungen nicht erfüllt. Das von liberalen Wirtschaftswissenschaftlern erwartete beschleunigte Wirtschaftswachstum sei bisher nicht eingetreten. Von 1980 bis 2000 hätte sich die weltweite wirtschaftliche und soziale Entwicklung von Ländern in sämtlichen Entwicklungsstadien im Vergleich zu den vorangegangenen beiden Jahrzehnten vielmehr verlangsamt.
Globalisierungskritiker behaupten ferner, dass es durch die liberale Globalisierung zu einer Zunahme der weltweiten sozialen Ungleichheit sowohl zwischen als auch innerhalb einzelner Länder (vgl.: Stolper-Samuelson-Theorem) komme.
Vor allem Einkommen und die relative große Einkommensausgeglichenheit in Industrieländern geraten nach dieser Lesart unter Druck. Beispielsweise stieg das Bruttoinlandsprodukt der USA zwischen 1973 und 1995 um 39 %. Dieser Zugewinn entfiel jedoch beinahe ausschließlich auf Spitzenverdiener. Die Einkommen von Beschäftigten ohne Führungsfunktion (etwa 80 % der Arbeitnehmer) sanken in dem Zeitraum dagegen um real 14 %. In den meisten Industrieländern, vor allem in den USA, den EU-15-Staaten und Japan, ist außerdem seit 1980 der Anteil der Löhne und Gehälter am Volkseinkommen stetig gesunken. Zwischen 1980 und 2000 nahm die Ungleichheit weltweit in 48 Ländern zu und ging in 9 Ländern zurück.
Der Gini-Koeffizient, mit dem das Maß der Ungleichverteilung zwischen verschiedenen Ländern wiedergegeben werden kann, stieg von etwa 0,43 im Jahr 1950 auf etwa 0,45 im Jahr 1978, um von da an deutlich auf knapp 0,54 im Jahr 1998 anzusteigen. Begründet liegt dies vor allem in der schlechten Entwicklung Lateinamerikas und Afrikas, die nicht mit dem schnellen Wirtschaftswachstum der Industrieländer mithalten konnten. Allerdings relativiert sich diese Entwicklung, wenn man die Länder nach ihrer Bevölkerungsgröße gewichtet. Dann sinkt der Gini-Koeffizient seit Mitte der 50er Jahre, was wiederum vor allem auf die positive Entwicklung in China und Indien zurückzuführen ist, während vor allem afrikanische und lateinamerikanische Länder zurückfallen.
Dem UNDP zufolge stieg jedoch die weltweite Ungleichverteilung der Einkommen stark an: Im Jahr 1960 erzielten die unteren 20 % 2,3 % der Einkommen, während die oberen 20 % 70,2 % der Einkommen erzielten (Gini-Koeffizient ≥ 54 %). Im Jahr 1989 erzielten die unteren 20 % einen Einkommensanteil von 1,4 %, die oberen 20 % hatten einen Anteil von 82,7 % (Gini-Koeffizient ≥ 65 %). Im Jahr 1997 verdienten die unteren 20 % nur noch 1,2 % der Einkommen während die oberen 20 % einen Anteil von 89 % erreichten (Gini-Koeffizient ≥ 70 %). In Langzeituntersuchungen wird ein leichter Anstieg der Einkommens-Ungleichverteilung bereits im Jahr 1000 verzeichnet, der aber erst im Industriezeitalter kräftig zunimmt.
Viele Kritiker sehen, dass der zur institutionellen Wiedereinbettung einer marktradikalen Globalisierung geforderte Aufbau transnationaler Institutionen nach dem Vorbild von Karl Polanyis The Great Transformation (1944) – der Schaffung des Wohlfahrtsstaates zur Einhegung eines entfesselten Kapitalismus – auch nach über 20 Jahren nicht funktioniert habe: Die nationalen und globalen Institutionen waren in keiner Weise auf Globalisierungsrisiken wie den internationalen Terrorismus, Klimawandel, Finanzkrisen und große Migrationsbewegungen vorbereitet. Die neoliberalen Demokratien hätten umgekehrt kulturelle Voraussetzungen und Institutionen zur Beherrschung der Globalisierung geschwächt: Der „Vermarktlichungsschub“ (so Donatella della Porta) habe pluralistische Medien, intermediäre Assoziationen wie Gewerkschaften und das Bildungssystem, also Institutionen, in denen Menschen Selbstwirksamkeit erfahren könnten, zerstört. Dadurch seien die rechtspopulistischen, radikal ethnisch-religiösen, separatistisch-regionalistischen und autoritär-nationalistischen Strömungen verstärkt worden. Insofern sei nicht von Risiken der Globalisierung, sondern von Risiken des Neoliberalismus und der Kommodifizierung zu sprechen.
Auch Heiner Flassbeck und Paul Steinhardt gehen davon aus, dass das Globalisierungsprojekt aufgrund der steigenden gesellschaftlichen Ungleichheit und der politischen Verwerfungen nach der Wahl Donald Trumps und aufgrund des Brexit gescheitert sei. Es gebe weder tragfähige Konzepte für eine neue internationale Kooperation noch für Staatseingriffe, da staatliche Politik weitgehend durch Machtmissbrauch diskreditiert sei. Der derzeitige marktökonomische Diskurs sei keine wissenschaftliche Diskussion mehr, sondern durchdrungen vom Interessenlobbyismus.
Eine andere Variante der Globalisierungskritik richtet sich nicht gegen eine „liberale Globalisierung“, sondern hat gerade ihre Grundlage im politischen Liberalismus: Ralf Dahrendorf beschrieb das Entstehen einer neuen „globalen Klasse“ und das Aufkommen eines neuen Autoritarismus als eine Wirkung der Globalisierung, die die Freiheit der Menschen gefährde, wenn dieser Entwicklung keine ausreichend starke politische Gegenkraft gegenüber stehe. Darüber hinaus warnte er eindringlich vor dem Wiederauferstehen autoritärer, faschistoider Systeme zur Erhaltung von Recht und Ordnung. Allein der demokratische Nationalstaat mit seinen Grenzen sei eine funktionierende Form für demokratische Verhältnisse. Darüber hinausgehende Kräfte würden sich der demokratischen Kontrolle entziehen.

#### Systematische wissenschaftliche Analysen
Eine systematische sektorenübergreifende Analyse der Wasser-, Energie- und Bödenunsicherheit in 189 Ländern, die den nationalen und sektoralen Verbrauch mit deren Produktionsquellen verknüpft, zeigt, dass Länder und Sektoren in hohem Maße überbeanspruchten, unsicheren und degradierten Ressourcen ausgesetzt sind, und die wirtschaftliche Globalisierung mit globalen Lieferketten diese Sicherheiten verringert hat. Die erste derartige groß angelegte Studie kommt zu dem Ergebnis, dass die meisten Länder über den internationalen Handel – vor allem mit entlegenen Produktionsquellen – zu größeren Ressourcenrisiken geführt hat und dass eine Diversifizierung der Handelspartner Nationen und Sektoren wahrscheinlich nicht helfen wird, diese zu verringern oder ihre Fähigkeit zur Selbstversorgung zu verbessern.

### Globalisierung und die Geschlechter
Ein weiterer Punkt in der Analyse und Diskussion von Globalisierung ist deren Verschränkung mit und Auswirkung auf Geschlechterverhältnisse. Dabei wird Globalisierung in der geschlechtersensiblen Forschung ambivalent beschrieben: Einerseits verändert sie die geschlechtliche Arbeitsteilung im globalen Maßstab und nutzt Frauen als neue flexible „Reservearmee“, was besonders deutlich z. B. in der Textilverarbeitungsindustrie Lateinamerikas und Südostasiens wird. Gleichzeitig werden flexible und prekäre Arbeitsverhältnisse, die früher weiblich besetzt waren, in alle Gesellschaften und alle Schichten ausgedehnt (siehe: Hausfrauisierung). Hier wird auch von einer 'Feminisierung des Arbeitsmarktes' gesprochen.
Andererseits eröffnet die Globalisierung Frauen neue Möglichkeiten zur internationalen Kooperation und Vernetzung aufgrund neuer Medien der Kommunikation und der Bedeutungszunahme internationaler Organisationen.

## Öffentliche Meinung
Die öffentliche Meinung bezüglich ökonomischer und kultureller Globalisierung wurde in mehreren Studien untersucht.
Scheve und Slaughter (2006) fassten die wichtigsten Erkenntnisse aus der öffentlichen Meinungsforschung zur Globalisierung in vielen Industrie- und Entwicklungsländern in folgenden Punkten zusammen:
- In vielen, aber nicht allen Ländern glaubt eine Mehrheit, dass Globalisierung für ihr Land gut ist.
- Der Nutzen wird hauptsächlich bei Verbraucher und Unternehmen gesehen, nicht bei Arbeitern.
- Es gibt vereinzelte Hinweise, dass die öffentliche Unterstützung für die Globalisierung in einzelnen Ländern rückläufig ist.
- In den meisten Ländern bevorzugt eine Mehrheit Protektionismus vor Freihandel.
- Freihandelsfeindliche Meinungen gründen sich vor allem auf Gefährdungen von Arbeitsplätzen und hohen Löhnen.
- In den meisten Ländern ist eine Mehrheit für eine Begrenzung der Einwanderung, nicht für eine Ausweitung.
- Einwanderungsfeindliche Meinungen sind häufig mit Arbeitsmarktsorgen motiviert.

### Wirtschaftliche Globalisierung
Eine verbreitete Herangehensweise an die Analyse der öffentlichen Meinung leitet sich aus Standardmodellen der Handelstheorie ab. Scheve und Slaughter (2001) nutzen das Heckscher-Ohlin-Theorem, um Hypothesen in den Vereinigten Staaten zu testen. Das Theorem impliziert, dass Arbeitnehmer in Industriezweigen mit Nutzung von nicht-knappen Produktionsfaktoren vom Freihandel profitieren und diesen daher unterstützen würden (Sektorenhypothese). Hochqualifizierte können zudem stärker von der wirtschaftlichen Integration profitieren als Niedrigqualifizierte und seien daher auch Einwanderung gegenüber aufgeschlossener (Qualifikationshypothese). Scheve und Slaughter fanden empirische Belege gegen die Sektorenhypothese und für die Qualifizikationsshypothese. Mayda und Rodrik (2005) fanden anhand eines Querschnitts von 23 Ländern hingegen Unterstützung für beide Hypothesen.
Eine weitere untersuchte Variable ist politische Parteilichkeit. Garrett (1998) fand keinen Hinweis, dass politische Linke und Wohlfahrtsstaat sich nicht in einer globalisierten Wirtschaft entwickeln könnten. Scheve und Slaughter (2001) stellten anhand von 1996 durchgeführten Umfragen fest, dass Konservative stärker zu Protektionismus neigen. Rankin (2001) zeigte, dass Anhänger der Demokraten das Freihandelsabkommen NAFTA eher unterstützten. Scheve und Slaughter (2001) fanden hingegen keine Verbindung zwischen Parteilichkeit und Protektionismus auf Basis von 1992 erhobenen Umfragedaten. Auch Mayda und Rodrik fanden keinen Zusammenhang.
Studien zu den Auswirkungen der öffentlichen Meinung auf ökonomische Reformen aus den Vereinigten Staaten und Europa zeigen, dass die Auswirkungen der Reformen auf das persönliche Einkommen weniger bedeutend sind als die Auswirkungen der Reformen auf die wirtschaftliche Gesamtlage.
Werte sind ebenfalls ein Faktor der öffentlichen Meinung. Rankin (2001) fand heraus, dass Befragte mit starken patriotischen Wertvorstellungen NAFTA konsistent ablehnten. Mayda und Rodrik (2005) sowie O’Rourke und Sinnott (2001) fanden in einer internationalen Querschnittsstudie, dass Nationalismus eher zu Protektionismus führt.

### Kulturelle Globalisierung
Wirtschaftliche Globalisierung geht mit kulturellem Austausch einher, doch bildet die Sprachabhängigkeit vieler kultureller Aktivitäten nach wie vor eine Schranke des Austauschs. Das gilt in geringerem Maße für Musik und bildgestützte Medien. Viele Staaten haben beim Abbau von Handelsschranken kulturelle Sektoren teilweise ausgelassen. Kritische Reaktionen reichen von Bedenken zum Inhalt von Filmen hin zu Internetsperren. In der Öffentlichkeit sind ebenfalls Bedenken um die Auswirkungen der kulturellen Integration zu finden. Auf die Frage, ob der Zugang zu Filmen, Fernsehen und Musik aus anderen Teilen der Welt schlecht bewertet wird, schwankten die Antworten zwischen 7 % in Großbritannien und Frankreich und 40 % in Bolivien. Insgesamt scheinen Entwicklungsländer stärker über die kulturelle Globalisierung besorgt als Industrieländer. In jedem der 17 untersuchten Länder empfand jedoch die Mehrheit der Befragten den Kulturaustausch als tendenziell positiv.
Wie im Fall der wirtschaftlichen Globalisierung stellt sich auch hier die empirische Frage, welche Variablen die Variation der Meinungen erklären können. Edwards (2006) fand in einer Untersuchung von 2002 erhobenen Umfragedaten aus 17 Entwicklungs- und Industrieländern, dass unterschiedliche Wertvorstellungen einen großen Einfluss ausüben. Vorstellungen bezüglich des freien Marktes, Konsumismus und des modernen Lebens hatten einen größeren Erklärungsgehalt als Einschätzungen hinsichtlich Wirtschaft oder politische Präferenzen. Qualifikationen hatten einen ähnlich großen Erklärungsgehalt wie Werte.

## Globalisierung und Bildung
Der Zusammenhang von Bildung und Globalisierung wird in der erziehungswissenschaftlichen Debatte aus mehreren Blickwinkeln diskutiert. Zum einen gibt es eine kritische Diskussion um Deregulierung und die Einführung von Marktmechanismen und neuen Steuerungsformen im Bildungsbereich als Folge von Globalisierung. Hier geht es auch um den Wettbewerb weltweit agierender Bildungsanbieter mit der kritisierten Folge, dass Bildung mehr und mehr von einem öffentlichen Gut zu einer privaten Dienstleistung wird.
Darüber hinaus gibt es Diskussionen über den pädagogischen Umgang mit dem Phänomen Globalisierung. Das Konzept des Globalen Lernens fasst verschiedene Diskurse um globale Fragen zusammen und regt zu einer kritischen Auseinandersetzung mit Globalisierung an, wobei Globales Lernen noch weit von einem etablierten Forschungsbereich entfernt ist. Die Frage, welche Kompetenzen innerhalb einer sich globalisierenden Welt wichtiger werden, wird allerdings zunehmend thematisiert. In sozialwissenschaftlichen Diskussionen ist der Begriff der Globalisierung inzwischen gut verankert. In der politischen Bildung beginnt erst in den letzten Jahren eine Debatte um den Umgang mit dem Phänomen. Parallel bemüht sich die Kultusministerkonferenz mit Unterstützung des Bundesministeriums für wirtschaftliche Zusammenarbeit, globale Entwicklungen verstärkt in Lehrpläne der Bundesländer zu integrieren.
Auch in der Geschichtsdidaktik wird darüber nachgedacht, inwieweit Globalisierung Rückwirkungen auf Inhalt und Darstellung historischen Denkens im Rahmen des organisierten historischen Lernens haben sollte. Susanne Popp kritisierte bereits 2002, dass die Bindung an ein nationalstaatliches Kerncurriculum ungebrochen sei und diese Bindung auch in der gegenwärtigen, ohnehin eher zurückhaltenden geschichtsdidaktischen Diskussion über die potenziellen Folgen der Globalisierung für die Gestaltung zukünftigen historischen Lernens nicht ernsthaft in Frage gestellt werde. In jüngster Zeit plädiert Andreas Heuer für eine Erweiterung des Begriffs Geschichtsbewusstsein auf den Begriff Globales Geschichtsbewusstsein. Die Erweiterung des Begriffs soll zum Ausdruck bringen, dass die Inhalte in der Organisation des historischen Lernens sich nach wie vor an einer einseitig am Westen orientierten Geschichtsdeutung orientieren. Damit koppeln sich die Inhalte historischen Lernens von den realen Entwicklungen einer zunehmend weniger durch den Westen geprägten Welt ab.